# Католический университет Аргентины
Католический университет Аргентины (полное название исп. Pontificia Universidad Católica Argentina «Santa María de los Buenos Aires» - UCA) — один из престижных частных аргентинских университетов с кампусами в городах Буэнос-Айрес, Санта-Фе, Росарио, Парана, Мендоса и Пергамино. Главный кампус находится в районе Пуэрто-Мадеро аргентинской столицы.
Согласно исследованиям Министерства образования Испании, является одним из лучших частных университетов Латинской Америки. Кроме того, он является вторым вузом по рейтингу аргентинских работодателей и шестым по всей Латинской Америке.

## Рейтинги и репутация
Согласно рейтингу QS World University Rankings, UCA занимает третье место среди лучших частных университетов страны и второе место в Буэнос-Айресе.
UCA считается одним из лучших высших учебных заведений Аргентины. В рейтинге QS World University Rankings UCA занял 2-е место в общем зачете и 1-е место среди частных учебных заведений Аргентины в 2013 году. Университет также занимает 2-е место по предпочтениям работодателей.
UCA назван «Лучшей бизнес-школой» с 4 из 5 наград EdUniversal. Французская консалтинговая компания также поставила бизнес-школу UCA на 3-е место в стране.
Главный кампус UCA расположен в Пуэрто-Мадеро, финансовом центре деловой части Буэнос-Айреса. Он находится всего в 500 метрах от Каса Росада, а 3 линии метро Буэнос-Айреса пересекаются менее, чем в 600 метрах.

## Аккредитация
Программа MBA с частичной занятостью, преподаваемая университетом, была аккредитована лондонской ассоциацией MBA (AMBA) с 1998 года.

## История
Его предшественник, Католический университет Буэнос-Айреса (1910—1922), был основан аргентинским епископатом в 1910 году, но был закрыт уже в 1922 году.
В 1955 году был принят закон, позволивший частным учебным заведениям предоставлять академическую квалификацию. В 1956 году епископы положили начало Аргентинскому католическому университету. Этот замысел был воплощен в жизнь 7 марта 1958 года, эта дата и считается формальной датой основания университета.
Кардинал Хорхе Марио Бергольо был великим канцлером UCA до своего избрания в 2013 году Папой Франциском. Когда Марио Аурелио Поли был назначен архиепископом Буэнос-Айреса позже в 2013 году, он стал по должности великим канцлером Университета Буэнос-Айреса. В мае 2013 года Папа Франциск назначил Виктора Мануэля Фернандеса, президента университета (второй высший административный ранг после великого канцлера), титулярным архиепископом Теурнии.

### Первое основание: Католический университет Буэнос-Айреса
Как и сам Буэнос-Айрес, Католический университет Аргентины основывался дважды. Основание католического университета впервые обсуждалось на Евхаристическом конгрессе 1884 года. В то время аргентинский Закон 1420 об общем образовании предписывал государственное обязательное, бесплатное и светское образование, чтобы гарантировать отделение церкви от государства и предотвратить дискриминацию на основе религиозной принадлежности.
В конце концов идея утратила свою актуальность, но в 1908 году первый Конгресс Католической Молодежи подчеркнул важность всестороннего комплексного образования и способствовал созданию католического университета, «в котором студенты обучаются преуспевать в свободных профессиях и изучают ядро католической доктрины». Аргентинский епископат окончательно поддержал эту инициативу, основав в 1910 году Католический университет Буэнос-Айреса. Епископы продолжили работу над концепцией этого первого университета, несмотря на плохое законодательство о частных высших учебных заведениях, существовавшее в стране в то время.
Юридический факультет был его первым и единственным, и учебная программа в значительной степени основывалась на программах государственных университетов плюс обязательные курсы философии и истории. Вышеупомянутое отсутствие законодательства помешало получению официальной аккредитации, и Католический университет Буэнос-Айреса был вынужден закрыть свои двери в 1922 году, немногим более десяти лет после своего основания.

### Второе основание: Католический университет Аргентины
Аргентинский епископат решил снова основать университет на своем пленуме в 1956 году, а два года спустя был создан Католический университет Аргентины.
«Было принято решение приступить к созданию UCA, приняв необходимые меры для точного определения его характера и структуры […] Поэтому наша образовательная миссия включает в себя те академические области, которые, являясь достоянием человечества, пересекаются в формировании человека."

-  UBA, Основание UBA (1958 г.)
После того, как устав учебного заведения был обнародован и утвержден, университет начал принимать студентов на первоначальные факультеты:
- Факультет философии
- Факультет права и политических наук
- Факультет социальных и экономических наук

## Факультеты и институты

### В Буэнос-Айресе

#### Факультеты
- Факультет искусств и музыкальных наук
- Факультет сельскохозяйственных наук
- Экономический факультет
- Факультет точных наук и инженерии
- Факультет медицинских наук
- Факультет социальных, политических и коммуникационных наук
  - Институт политических наук и международных отношений
  - Институт социальных коммуникаций, журналистики и рекламы
- Факультет права
- Факультет канонического права
- Факультет философии и литературы
- Факультет психологии и педагогической психологии
- Факультет теологии

#### Независимые институты
- Институт биоэтики
- Институт культуры и расширения университетов
- Институт духовности и пастырской деятельности
- Институт брака и семьи
- Институт интеграции знаний
- Институт исследований социальных наук (IICS)
- Центр изучения истории Древнего Ближнего Востока - CEHAO

### В Паране
- Факультет "Тереза Авильская"

### В Росарио
- Факультет права и социальных наук
- Экономический факультет
- Школа химии и инженерии "Фрэй Р. Бэкон"
- Пергаментный региональный центр

### В Мендосе
- Факультет гуманитарных наук и образования
- Факультет экономики «Сан-Франциско»

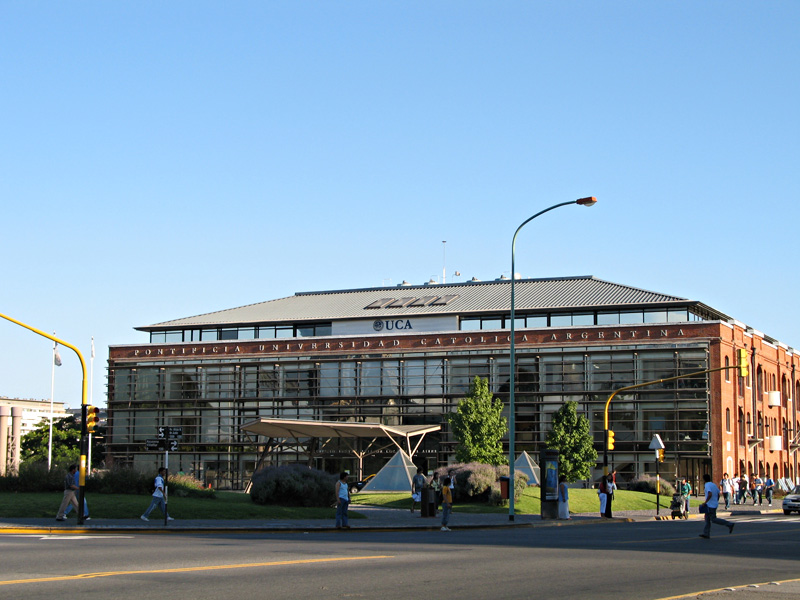
Кампус в Буэнос-Айресе

## Международное сотрудничество
В декабре 2000 г. было создано "Управление международных отношений", переименованное в 2006 г. в "Международные отношения и академическое сотрудничество", с целью содействия интернационализации всех факультетов университета. С этого времени институт расширил свои связи с зарубежными учреждениями, в том числе:

### Америка
- Канада: Королевский университет, Университет Макгилла, Монреальский университет.
- США: Бостонский колледж, Американский университет, Университет Иллинойса, Университет Вашингтона (Сиэтл), Университет Аризоны, Университет Северной Каролины, Технологический институт Джорджии, Университет Ричмонда, Университет Сан-Франциско, Вашингтон Колледж Государственного университета Нью-Йорка в Нью-Палтц
- Мексика: Университет Анауак , Американский университет в Пуэбле, Университет Монтеррея.
- Панама: Католический университет Санта-Мария-ла-Антигуа (USMA)
- Колумбия: Папский университет Хавериана, Университет Росарио
- Бразилия: Университет Сан-Паулу (USP), Университет Бразилиа (UnB), PUC-Rio, PUC-SP, PUCRS, PUC-Minas
- Парагвай: Католический университет Успения Пресвятой Богородицы
- Чили: Папский католический университет Чили (PUC), Папский католический университет Вальпараисо (PUCV)
- Уругвай: Католический университет Уругвая, Республиканский университет.

### Европа
- Испания: Папский университет Комильяс, Университет Карлоса III, Университет короля Хуана Карлоса, Политехнический университет Валенсии, Университет Сантьяго-де-Компостела
- Франция: Католический институт высших исследований (ICES), Институт политических наук (Paris SciencePo), Парижский университет Дофин, Парижский университет 5 - Рене Декарт, Орлеанский университет, Гренобльский университет Пьера Мендеса Франца, Лионский университет 3, Школа Клермон-Бизнес-школа Феррана, Руанская бизнес-школа, Гренобльская бизнес-школа, Марсельская бизнес-школа, Дижонская бизнес-школа, Audentia
- Великобритания: Лидсский университет, Бирмингемский университет, Университетский колледж Лондона (UCL)
- Италия: Туринский университет, Католический университет Святого Сердца, Папский Латеранский университет (PUL), Флорентийский университет, Пизанский университет, Римский университет "Тор Вергата"
- Германия: Университет Тюбингена, Университет Мангейма, Технический университет Дармштадта, WHU – Школа менеджмента Отто Байсхайма, Франкфуртская школа финансов и менеджмента (HfB), Юридическая школа Буцериуса
- Швейцария: Женевский университет
- Нидерланды: Тилбургском университете[англ.], Амстердамский университет
- Швеция: Лундский университет

### Азия
- Китай: Пекинский университет
- Южная Корея: Университет Соган
- Сингапур: Сингапурский университет менеджмента (SMU)

### Океания
- Австралия: Университет Маккуори, Технологический университет Сиднея
- Новая Зеландия: Университет Отаго, Университет Виктории в Веллингтоне

## Известные профессора и исследователи
- Хорхе Мария Мехиа, кардинал.[11]
- Марио Аурелио Поли, кардинал.[12]
- Сантьяго Легарре, юрист.[13]
- Эдуардо А. Рока, юрист.[14]
- Алисия Данери, египтолог.[15]
- Перла Фускальдо, египтолог.[16]
- Альберто Хинастера, композитор[17]
- Марта Ламбертини, композитор.[18]
- Ариэль Эдгардо Торрадо Москони, епископ.[19]

## Известные выпускники
- Маурисио Макри , бывший президент Аргентины.
- Мария Евгения Видаль, бывший губернатор провинции Буэнос- Айрес.
- Альфонсо Прат-Гай, бывший министр финансов Аргентины.
- Хосе Луис Машинеа, бывший министр финансов Аргентины.
- Хавьер Гонсалес Фрага, бывший президент Центрального банка Аргентины.
- Гильермо Дитрих, бывший министр транспорта Аргентины.
- Максима Соррегьета, королева Нидерландов.
- Соледад Фандиньо, аргентинская модель и актриса.
- Эдуардо Костантини, основатель и президент Музея латиноамериканского искусства Буэнос-Айреса.
- Рафаэль Гросси, Генеральный директор Международного агентства по атомной энергии.
- Даниэль Хадад, генеральный директор Infobae.
- Алек Оксенфорд, соучредитель OLX.
- Мария Хулия Альсогарай, бывшая депутат от города Буэнос-Айрес.
- Рамон Пуэрта, бывший губернатор провинции Мисьонес.
- Херман Гаравано, бывший министр юстиции Аргентины.
- Хорхе Сапаг, бывший губернатор провинции Неукен.
- Рикардо Бурьяиле, бывший министр сельского хозяйства Аргентины.
- Сандра Миханович, аргентинская певица и актриса.

## Внешние ссылки
Официальный сайт
Centro de Estudios de Historia del Antiguo Oriente (CEHAO)